# Йеремия Кавикос
Йеремия (на гръцки: Ιερεμίας, Йеремияс) е гръцки духовник, митрополит на Вселенската патриаршия.

## Биография
Роден е в Аясос на Лесбос със светското име Кавикос (Καβίκος), Кавикас (Καβίκας) или Катрикас (Κατρικάς). Служи като втори дякон на Патриаршията.
На 16 ноември 1837 година е избран за митрополит е на Самоковската епархия. Епархията още в края на 20-те години се надига срещу гръцкия си владика и иска за архиерей Неофит Рилски. Йеремия също се сблъсква с неприязънта на самоковци и затова прекарва повече време в Дупница. В 1846 година Йеремия е изгонен с камъни от Самоков от местните жители, начело със Захарий Зограф и поп Георги Даскалов.
След протести на населението през юни 1846 година е преместен за архиепископ в Касандрия. Подава оставка през 1851 година или още през 1850 година.
Живее в родното си Аясос до 1872 година, когато се оттегля в манастир на Айвалъшките острови. Умира около 1875 година.